# الا هانت
الا هانت (به انگلیسی: Ella Hunt) (زاده  ۲۹ آوریل ۱۹۹۸) بازیگر و خواننده انگلیسی است.
از کارهای معروف او می‌توان به بازی در فیلم‌های بینوایان، اربابان آهنین، استاد، معشوق بانو چترلی و افق: حماسه آمریکایی اشاره کرد.